# Lieusaint, Manche
Lieusaint är en kommun i departementet Manche i regionen Normandie i norra Frankrike. Kommunen ligger i kantonen Valognes som tillhör arrondissementet Cherbourg. År 2022 hade Lieusaint 400 invånare.

## Befolkningsutveckling
Antalet invånare i kommunen Lieusaint
| Referens: INSEE |